# Joseph Davidovits
Joseph Davidovits (1935) es un químico francés. En los años setenta fue director de investigación y estudioso universitario. Es el inventor de una nueva rama de la química de los minerales, llamada "geopolímeros".

## Estudios
Presentó en 1979 dos teorías al "segundo congreso internacional de Egiptología", organizado por el CNRS en Grenoble; la primera sobre la fabricación de objetos de piedra artificial (jarrones de piedra dura) por los antiguos egipcios, y la segunda teoría sobre la construcción de las pirámides con piedra moldeada. Ambas teorías se basan en la técnica de piedra moldeada hecha de geopolímeros (una especie de hormigón) y no de piedra tallada como mantiene la historia oficial. 
Estas teorías, juntamente con otra sobre los orígenes de los israelíes, no están reconocidas por la mayoría de científicos actuales.
La teoría de Davidovits fue tomada en cuenta por el prof. Hobbs del MIT (Boston) que está haciendo pruebas para reconstruir, con la ayuda de un equipo de colaboradores, una pirámide a escala, de acuerdo con los datos en suministrados por el químico francés en su estudio.

## Escritos
- El hormigón de los Faraones, en Mundo Prohibido citado por la revista "Focus".